# Titanija (luna)
Titanija je največji Uranov naravni satelit. Titanijo je 11. januarja 1787 odkril William Herschel.

## Ime
Ime »Titanija« in imena vseh štirih takrat znanih Uranovih satelitov je na prošnjo Williama Lassella leta 1852 predlagal Herschlov sin John Herschel, ki je leto pred tem odkril luni Ariel in Umbriel (). Lassell je pred tem upošteval način poimenovanja sedmih takrat znanih Saturnovih naravnih satelitov in svoj novoodkriti naravni satelit poimenoval Hiperion.
Vsi Uranovi naravni sateliti so poimenovani po osebah iz del Williama Shakespeara ali Alexandra Popa. Titanija je bila poimenovana po Titaniji, vilinski kraljici v Shakespearovemu delu Sen kresne noči.
Titanija je označena tudi kot Uran III.

## Fizikalne značilnosti
Edine dosedaj posnete slike iz bližine so od vesoljskega plovila Voyager 2, ki je luno fotografiralo med mimoletom Urana januarja 1986. Med mimoletom je bila proti Soncu obrnjena le južna polobla, zato severna ni bila preučevana.
Njena notranja struktura je sicer nepoznana, vendar pa eden od modelov njene notranjosti predlaga, da je Titanija sestavljena iz približno 50 % vodnega ledu, 30 % silikatnih kamenin in 20 % organskih spojin metanskega izvora. Največja površinska značilnost je velik kanjon, katera velikost glede na velikost nebesnega telesa je primerljiva s kanjonom Valles Marineris na Marsu ali pa s Ithaco Chasmo na Saturnovi luni Tetis.
Na Titaniji so znanstveniki prepoznali naslednje geološke značilnosti:
- Chasmata (udornine)
- kraterje
- Rupes (nagnjene stene)

## Okultacija
8. septembra 2001 je Titanija zakrila šibko zvezdo. TO je bila priložnost za natančejšo določitev premera in efemerid ter zaznavanja morebitne atmosfere. Podatki kažejo, da na naravnem satelitu ne obstaja nobena atmosfera do tlaka na površini 0,03 mikrobarov. Če obstaja, mora biti precej redkejša kot pa na Tritonu ali Plutonu. Arhivirano 2013-03-07 na Wayback Machine.,